# Diocesi di Acquaputrida
La diocesi di Acquaputrida è una sede soppressa della Chiesa cattolica.

## Storia
La prima notizia relativa alla diocesi è la menzione in una bolla di papa Stefano IX del 1058 che l'annovera fra le 32 diocesi suffraganee dell'arcidiocesi di Benevento: a quest'epoca essa risulta già unita a Quintodecimo (detta anche Eclano), nominata nell'elenco dopo la sede di Avellino (unita a Frigento) e prima di quella di Boiano (unita a Sepino).
L'unione con Quintodecimo/Eclano deve essere avvenuta in tempi remoti, perché nessun vescovo di Acquaputrida è menzionato dalle fonti.
Molti storici hanno voluto far coincidere Acquaputrida con l'originaria ubicazione di Mirabella Eclano, ma è solo un'ipotesi in quanto non v'è certezza storica (nessuna associazione concreta fra documenti e reperti archeologici). Inoltre Mirabella Eclano è esclusa dagli originari 27 paesi del Principato Ultra ricostruiti e ricostituiti dall'arcivescovo di Benevento dopo il terremoto del 1350 su ordine del papa durante la cattività avignonese.
Nonostante ciò, un istrumento del 1348, registrato nella Biblioteca Beneventana, ma del quale occorre accertare l'autenticità, asserisce "apud Mirabellam Aquaputrida nominatam". Che Quintodecimo e Acquaputrida fossero invece vicinissime lo scrisse anche San Prisco, come riporta Ferdinando Ughelli: "Ad civitatem Aquaputridae, quae non longe ab Urbe Quintadecima", dipendente dalla "Beneventana sede", ricordato da Pompeo Sarnelli nelle sue Memorie pubblicate in Napoli nel 1691. Resta il fatto che, stando all'elenco, si trovasse dopo Avellino e prima di Sepino, quindi giusto nell'opposta direzione, cioè nella Valle beneventana.
La diocesi, benché menzionata nella bolla del 1058, non fu mai restaurata, così come quella di Eclano, e fu annessa alla diocesi di Frigento, la quale, a sua volta, fu unita aeque principaliter con quella di Avellino nel 1466. Ancora nel 1698, Francesco Scannagatta, vescovo di Avellino, firmò gli atti del concilio di Benevento con il titolo di episcopus Abellinensis, Frequentienensis, Aquae-putridae seu Mirabellae, et Quintodecimi.